# NGC 4468
NGC 4468 ist eine elliptische Zwerggalaxie vom Hubble-Typ E/S0 im Sternbild Haar der Berenike am Nordsternhimmel. Sie ist schätzungsweise 38 Millionen Lichtjahre von der Milchstraße entfernt und hat einen Durchmesser von etwa 15.000 Lj. Die Galaxie wird unter der Katalognummer VVC 1196 als Mitglied des Virgo-Galaxienhaufens gelistet. 

Im selben Himmelsareal befinden sich u. a. die Galaxien NGC 4447, NGC 4459, NGC 4474, IC 3432.
Das Objekt wurde am 14. Januar 1787 von Wilhelm Herschel entdeckt.